# Calodema regalis
Calodema regalis es una especie de escarabajo del género Calodema, familia Buprestidae. Fue descrita científicamente por Gory & Laporte en 1838.
Se distribuye por Australia. Es un escarabajo poco conocido, aunque se cree que las larvas de esta especie son barrenadores en bosques de madera localizados en la península del cabo York.